# デンタルフロス

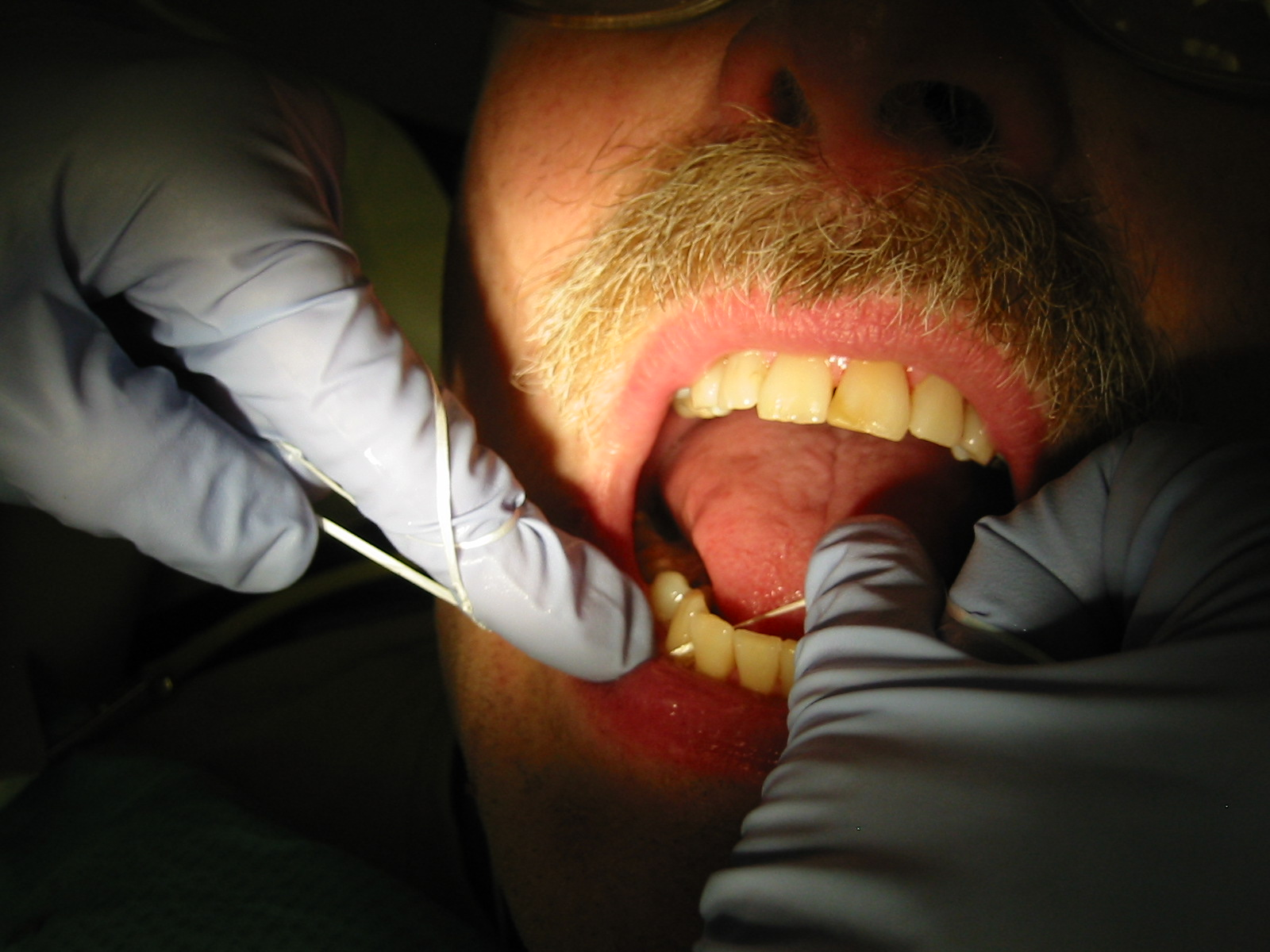
フロッシングの様子

デンタルフロス（英語: dental floss）は、絹糸や合成繊維などの繊維を用いた歯間の歯垢や食片を除去し清掃するための細い糸のことである。
用途が似た物に歯間ブラシが存在する。

## 用途
歯ブラシでは届かない歯間の側面や歯間下の歯ぐきに付いた歯垢を除去し、歯周病や虫歯を予防する目的で使われる。一般的には「フロス」とも呼ばれる。
ただ単純に歯ブラシでブラッシングするだけでは、歯垢の50%～70%程度までしか除去できないといわれているが、デンタルフロスを使うことで、90%程度まで歯垢の除去率を高めることができるため、虫歯・歯周病をはじめとする口内疾病を防ぐ効果があるとされている。
デンタルフロスを用いた歯の清掃を「フロッシング」と言い、歯ブラシを使ったブラッシングと合わせて予防効果を高める。欧米ではフロッシングは一般的な習慣となっている。

## 歴史
糸、もしくは細い繊維状のものを歯間掃除に使うという慣習は先史時代の人にも存在し、歯にそれらの痕跡と見られる溝も見つかっているため、デンタルフロスやそれに似たものは、有史以前から使用されていたと考えられる。
現在のようなデンタルフロスは、1815年にアメリカ、ニューオリンズの歯科医、パーミリーが絹で作られた、現代のものに近いデンタルフロスを発明し、人々に歯間の掃除を推奨するところに始まりを見るが、1882年にCodman and Shurtleft companyが、ワックスをかけないタイプの絹製フロスを販売するまで、人々の間には浸透しなかった。
1898年、ジョンソン・エンド・ジョンソンは、赤十字や、ソールター・スィル社、ブランズウィックなど、いくつかの商標を含んだデンタルフロスの第一号特許を取得した。
デンタルフロスは第二次世界大戦までは、あまり一般的でなかった。しかし大戦中、チャールズ・C・バス博士によって、絹製より摩滅しにくく、弾力性や耐久性に富んだ、切れにくい現在のようなナイロン製のデンタルフロスが発明されたために、大戦後には、歯をより清潔に保つためにデンタルフロスを用いることの重要性が強く強調された。

## 種類

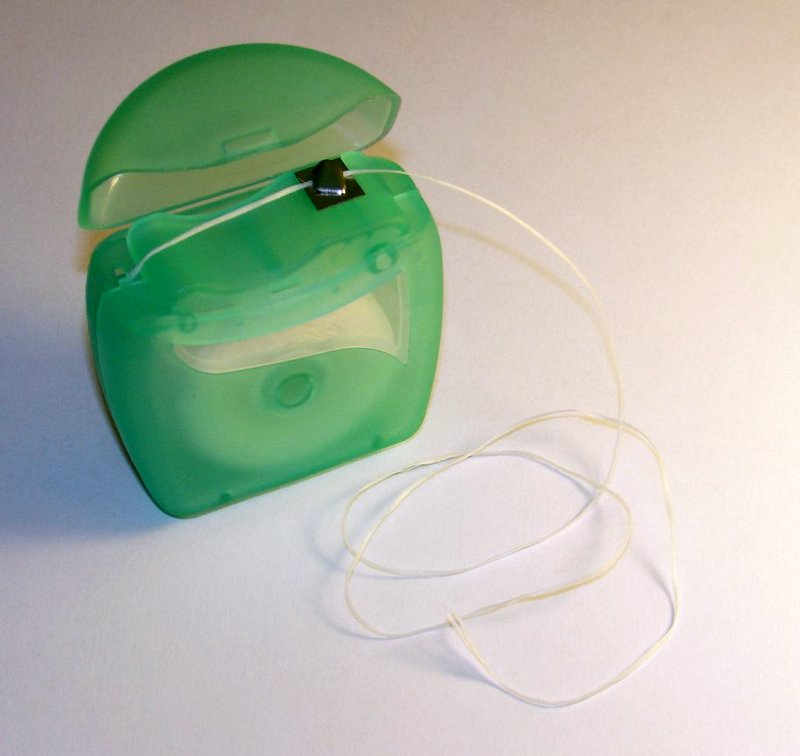
糸巻き型

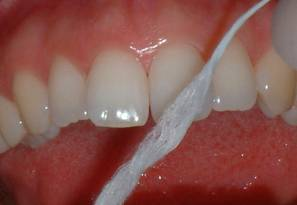
エクスパンドタイプ

ここでは、一般的に多いものを挙げる。使用の際、自分の歯の形や歯ぐきの状態に合ったものを歯科医院で指導を受けて購入するのが望ましい。
糸巻き（ホール）型
文字通りフロスを糸巻きで束ねたもの。使用ごとにフロスを伸ばして、適度な長さに切り、環状にしたり指に巻いて使用する。
ホルダー型
専用の柄にフロスを取りつけているタイプ。フロスとホルダーが単一でセットで販売されているもの、歯石除去用のピックが付くもの、糸巻き型を内蔵しているものもある。
別名ハンドル型フロッサー、フロスアンドピック、糸付きようじ等と呼ばれる。
ワックス付き
歯と歯の間に入れやすいよう、繊維を滑りをよくした物。使わないものはノンワックス、アンワックスと呼ばれ、歯垢除去効果の効率化を目的としている。
エクスバンドタイプ
だ液や摩擦によって繊維が膨らむタイプ。スポンジタイプとも。より広範囲の歯垢除去を目的とする。
フッ素加工
むし歯予防に効果があるフッ化物を繊維にしみこませたものがある。

## 使用方法

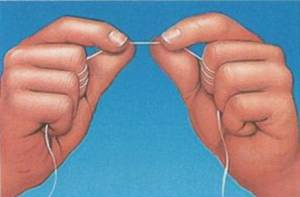

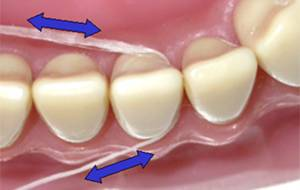

1. デンタルフロスを40～50cmくらいの長さに切り取る
2. 両端を親指と中指で持ち、右手中指に3回ぐらい、残りを左手中指に巻きつける
3. 両手の中指のあいだが10cmくらいのところで巻きつけるのをやめ、人差し指と親指で糸をつまむ。その際、つまんだ指先と指先のあいだが1.5～2cmぐらいになるように調整する
4. 人差し指と親指を使ってのこぎりのように往復させながら、デンタルフロスを歯と歯の間にゆっくり挿入する。
5. 歯と歯がきつく接している箇所を通過したら、デンタルフロスを片側の面にピッタリ当てながら歯ぐきの下1-2mmのところまで入れる
6. デンタルフロスが「C」型になるようにして歯を包み込み、デンタルフロスを上下に何度か移動させる
7. 隣の歯についても同様に清掃する
8. 挿入のときと同じくゆっくりと隣接面を通過させて、デンタルフロスをはずす

デンタルフロスを行なう際には、汚れや細菌の移動を防ぐため、一歯間部ごとにきれいな箇所を使って清掃する必要がある。汚れを落としたデンタルフロスを移動させるには、右手中指を一巻きし、左手中指から一巻はずす。また、歯並びや修復物の状態により使用法や注意事項が異なる場合があるため、歯科医師や歯科衛生士の指導を受けて使用することが望ましい。

## フロス・スレッダー

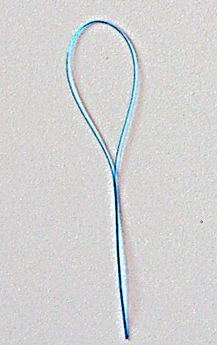
フロス・スレッダー

フロス・スレッダーは、釣り糸のようである扱いやすさを向上させるために形作られた繊維のループである。歯の周りの狭く届きにくい場所にフロスを通すために使用される。
ワイヤーを使った歯の矯正、リテーナー、ブリッジなどにより、歯の上からフロスを通すことができない場合に使用する。スレッダーの輪にフロスを入れて、そのままスレッダーを歯間に挿入することで、フロスを歯間に通すことができる。